# Cairns Aquarium
Koordinaten: 16° 55′ 6″ S, 145° 46′ 26″ O
Das Cairns Aquarium ist ein in Australien befindliches Schauaquarium in der Stadt Cairns in Queensland.

## Geschichte
Aufgrund einer Initiative der Unternehmer Daniel Leipnik und Andrew Preston wurde das Projekt eines Aquariums in Cairns begonnen. Die Planungen dafür erstreckten sich über einen Zeitraum von sechs Jahren. Neben privaten Investitionen flossen in das Projekt außerdem erhebliche staatliche Zuschüsse. Die Gesamtkosten beliefen sich auf rund 54 Mio. AU$. Das Cairns Aquarium wurde schließlich im September 2017 eröffnet. Das Haus soll in erster Linie die aquatischen Lebensräume und die biologische Vielfalt North Queenslands abbilden.
2023 wurde das Cairns Aquarium zum Verkauf ausgeschrieben, da die privaten Betreiber  neue Investitionsmöglichkeiten suchten. Ein gewerblicher Immobilienmakler wurde beauftragt, um den Verkaufsprozess zu begleiten.

## Anlagenkonzept und Tierbestand
Das dreistöckige, rund 10.000 Quadratmeter große Aquarium ist mit 71 Schauanlagen versehen und beherbergt mehr als 16.000 Tiere. In erster Linie wird die Fauna des tropischen Regenwaldes North Queenslands sowie des Great Barrier Reef gezeigt. Die Becken zeigen detaillierte Simulationen von Gesteinsformationen, nachgebildete Korallenriffe sowie weitere Ökosysteme der Region, beispielsweise Fluss- und Wasserstraßen, Bäche, Billabongs und Mangrovenhaine. Im Untergeschoss des Aquariumgebäudes befinden sich die technischen Anlagen, die zum Betrieb eines Aquariums erforderlich sind. Das Erdgeschoss enthält mit dem Oceanarium das u. a. mit Haien und Rochen besetzte größte Becken. Das Coral Sea Amphitheatre bietet den Besuchern einen Blick auf das Leben in einem Korallenriff. Im Obergeschoss befinden sich u. a. Anlagen für Krebstiere, Quallen, Reptilien, ein Streichelbecken (Marine Touch Tank) sowie das Turtle Rehabilitation Centre, eine gemeinnützige Einrichtung, die Führungen durch das Tierkrankenhaus des Aquariums anbietet.

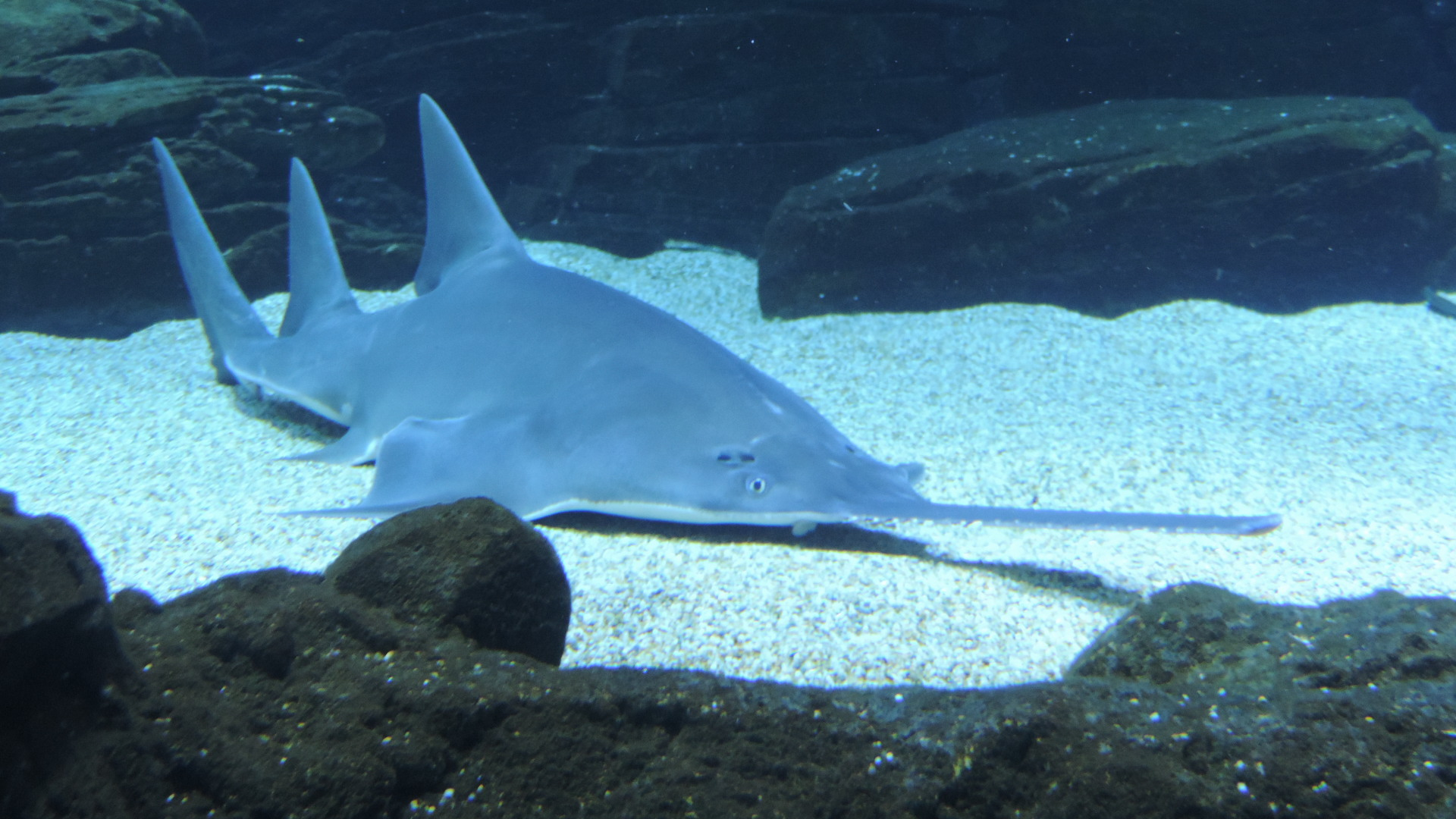
Sägerochen
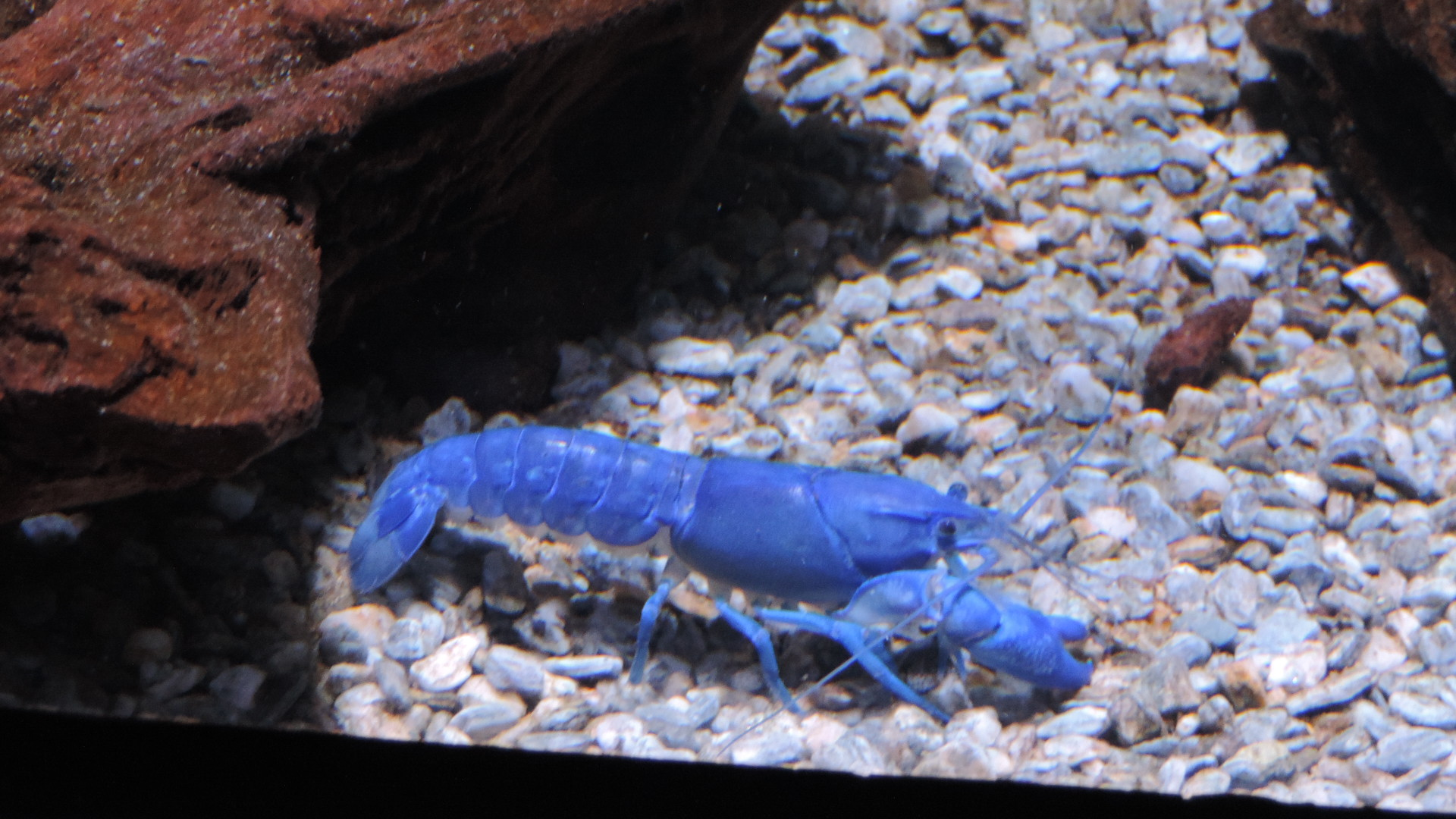
Blauer Floridakrebs
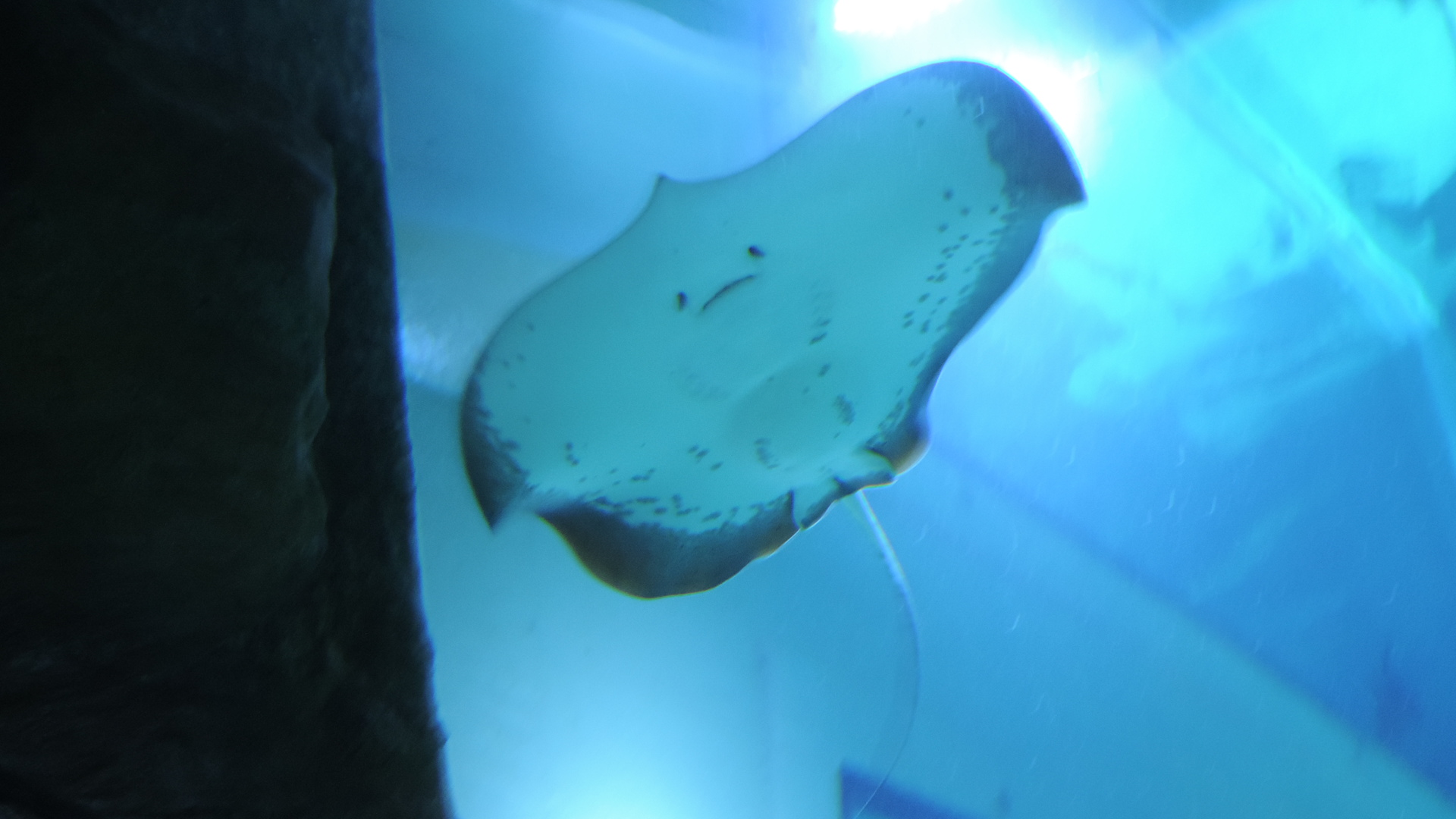
Stechrochen (Unterseite)